# Sainte-Croix-Grand-Tonne
Sainte-Croix-Grand-Tonne ist eine ehemalige französische Gemeinde im Département Calvados in der Region Normandie liegt. Sie gehörte zum Arrondissement Caen und zum Kanton Thue et Mue. Die Gemeinde hatte zuletzt 301 Einwohner (Stand: 1. Januar 2013).
Am 1. Januar 2017 wurde die Gemeinde Sainte-Croix-Grand-Tonne mit Brouay, Bretteville-l’Orgueilleuse, Cheux, Putot-en-Bessin und Le Mesnil-Patry zur neuen Gemeinde Thue et Mue zusammengeschlossen.

## Geografie
Sainte-Croix-Grand-Tonne liegt etwa 15 Kilometer westnordwestlich von Caen am Fluss Thue. 
Umgeben wurde die Gemeinde Sainte-Croix-Grand-Tonne von den Nachbargemeinden Coulombs im Nordwesten und Norden, Cully im Norden und Nordosten, Secqueville-en-Bessin im Osten, Bretteville-l’Orgueilleuse im Südosten, Putot-en-Bessin im Südosten und Süden sowie Loucelles im Süden und Westen.
Am südwestlichen Gemeinderand führt die Route nationale 13 entlang.

## Bevölkerungsentwicklung der ehemaligen Gemeinde
| 1962                       | 1968 | 1975 | 1982 | 1990 | 1999 | 2006 | 2013 |
| -------------------------- | ---- | ---- | ---- | ---- | ---- | ---- | ---- |
| 297                        | 318  | 291  | 287  | 328  | 293  | 296  | 301  |
| Quellen: Cassini und INSEE |      |      |      |      |      |      |      |

## Sehenswürdigkeiten
- Kirche Sainte-Croix aus dem 18. Jahrhundert, Monument historique seit 1986
- Schloss Le Pavillon
- Schloss Grand Tonne
- Herrenhaus aus dem 17./18. Jahrhundert, seit 1969 teilweise Monument historique

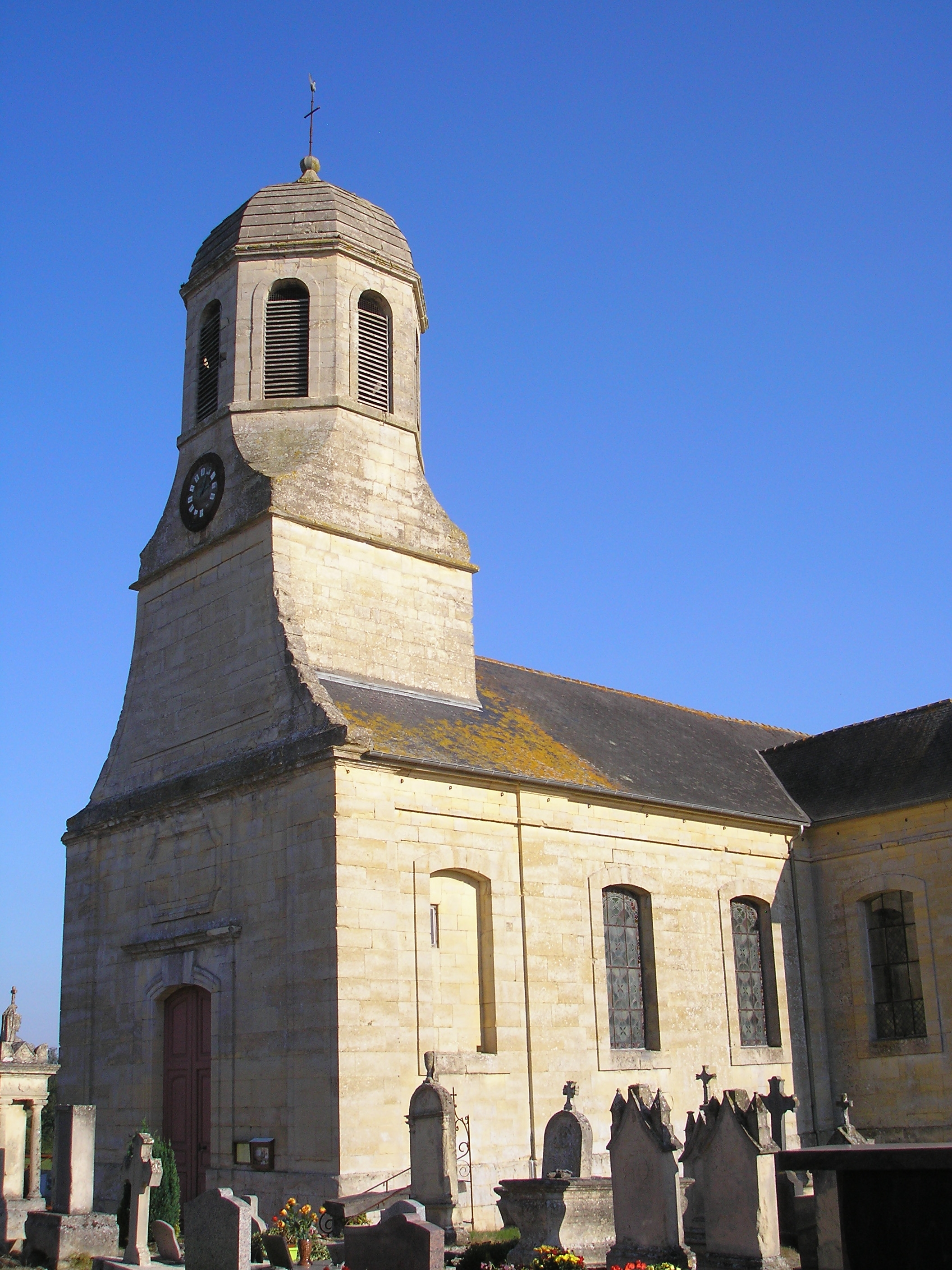
Kirche Sainte-Croix